# کامیمینه، ساگا
کامیمینه، ساگا (به لاتین: Kamimine, Saga) یک منطقهٔ مسکونی در ژاپن است که در استان ساگا واقع شده‌است. کامیمینه  ۹٬۱۲۷ نفر جمعیت دارد.